# پارک دوبله

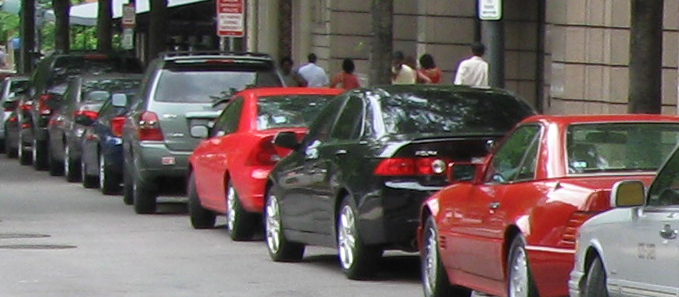
خودروهای پارک شده در کنار خیابان به شیوه توقف دوبل در واشنگتن.

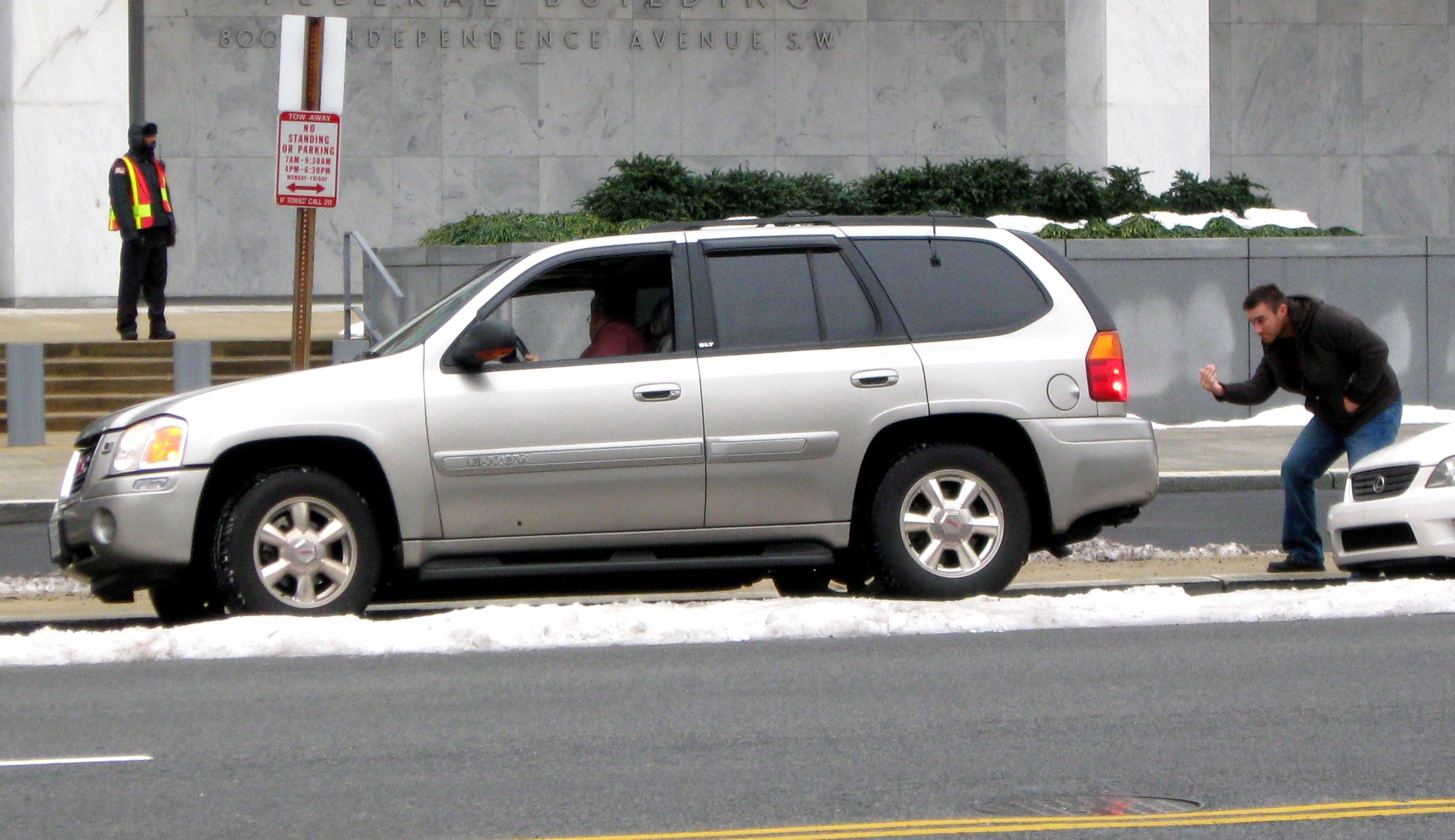
کمک به راننده برای توقف دوبل.

پویانمایی شیوه پارک دوبل.

پویانمایی پارک دوبل.

پارک دوبل، توقف دوبل یا پارک موازی به روش پارک کردن یک خودرو به موازات جاده گفته می‌شود به گونه‌ای که خودرو به موازات خودروهای متوقف شده و میان آنها پارک شود. برای توقف دوبل لازم است راننده ابتدا خودرو را به آهستگی و به موازات خودرویی که جلوی محل مورد نظر است پیش براند و سپس با دنده عقب و با چرخاندن فرمان وارد فضای پارک موجود شود.

## تکنیک‌های پارک دوبله
پارک دوبله از سخت‌ترین موارد در آزمون رانندگی است. پارک موازی راننده را قادر می‌سازد خودرو را در یک فضای کوچکتر پارک کند. توقف عادی در کنار خیابان تنها وقتی امکان‌پذیر است که تقریباً به اندازه دو خودرو فضای خالی وجود داشته باشد. با توجه به تراکم خودروها در شهرها و کمبود فضای توقف، تکنیک توقف دوبل از موارد الزامی برای فراگیرندگان رانندگی خودرو است.
در آموزش رانندگی به فراگیران یاد داده می‌شود تا نقاط مرجعی را در خودروی خود یا خودروی کناری به خاطر بسپارند و بر اساس آنها به توقف دوبل اقدام کنند.

## مراحل توقف دوبل
برای توقف دوبل دو روش وجود دارد. در یکی از آنها دو نقطه مرجع و در یکی سه نقطه مرجع و حالت برای شروع تا خاتمه توقف دوبل آموزش داده می‌شود. برای رانندگان با تجربه حرکت به سمت جلو به موازات خودروی جلویی و سپس حرکت با دنده عقب و همزمان چرخاندن فرمان دو مرحله توقف دوبله محسوب می‌شوند. رانندگان تازه‌کار ممکن است گام دوم را به دو یا چند مرحله جزئی تر تفکیک کنند و در هر مرحله توقف کوتاهی انجام دهند.
تحقیق دانشگاه روهر بوخوم در سال ۲۰۰۹ نشان داد که رانندگان زن به طور متوسط ۲۰ ثانیه بیشتر از مردان صرف پارک دوبل می‌کنند و احتمال پارک دقیق خودرو توسط آنان کمتر از مردان است.

## زیرساخت‌های جاده
توقف دوبله در خیابانها و جاده‌هایی ممکن است که در کنار خیابان دارای یک لاین اضافه یا شانه بزرگ برای توقف خودروها باشند. در شهرهای بزرگ و نیز در پارکینگ طبقاتی ممکن است فضای کافی برای توقف دوبل یا معکوس خودرو در نظر گرفته شود.
در بسیاری موارد ممکن است پلیس یا مسئولان ترافیک، در طول ساعت اوج ترافیک اجازه توقف دوبل به خودروها را ندهند.
علاوه بر این که توقف موازی در کنار خیابان موجب از دست رفتن یک خط عبوری از خیابان و کاهش بازده خیابان می‌شود، مشکل دیگر این است که رانندگان عبوری، در هنگام مواجهه با خودروی در حال توقف دوبله مجبور به کاهش سرعت و درگیر شدن در فرایند توقف خودروهای دیگر خواهند شد.

## جستارهای وابسته

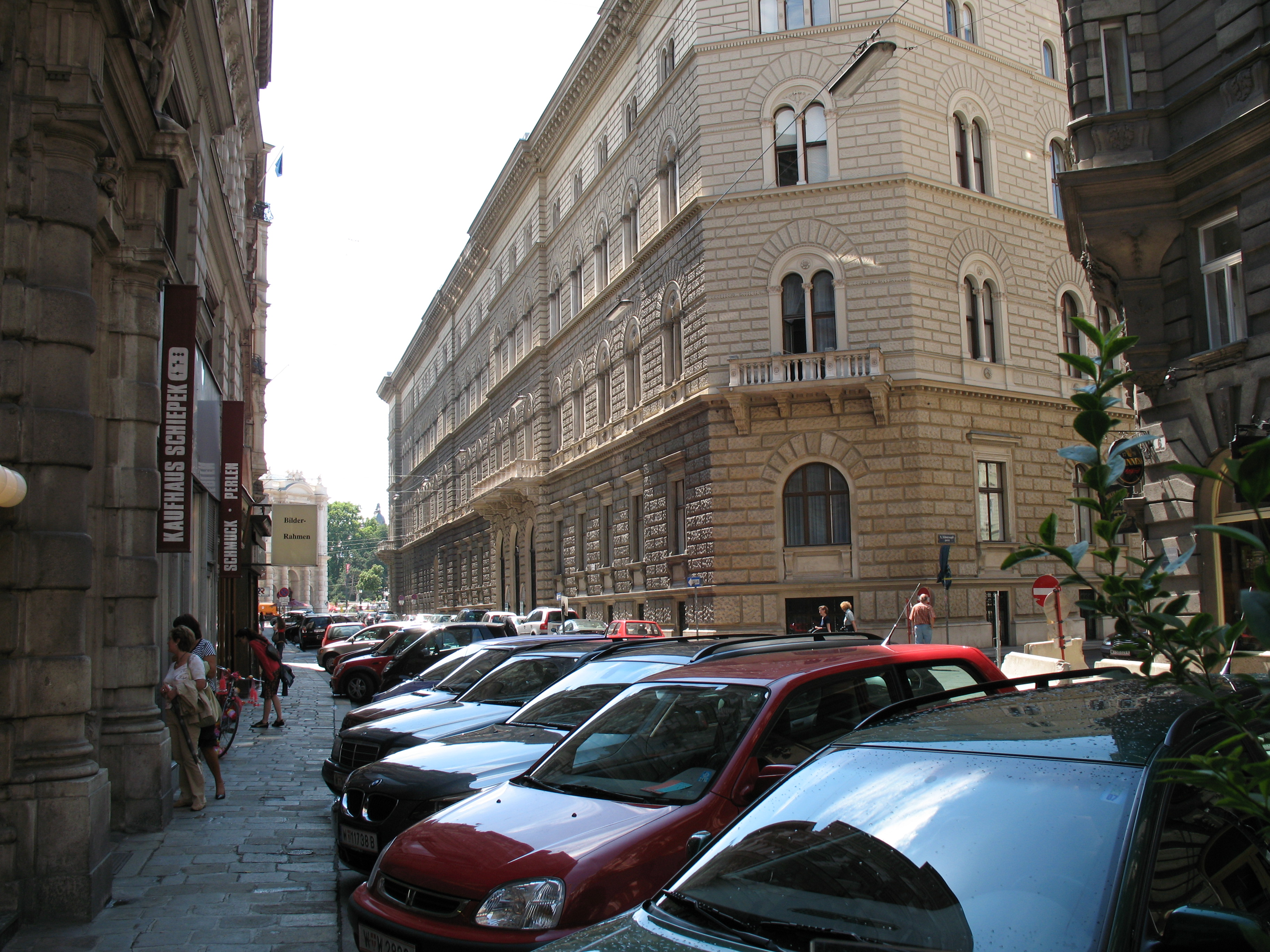
پارک زاویه‌ای خودرو

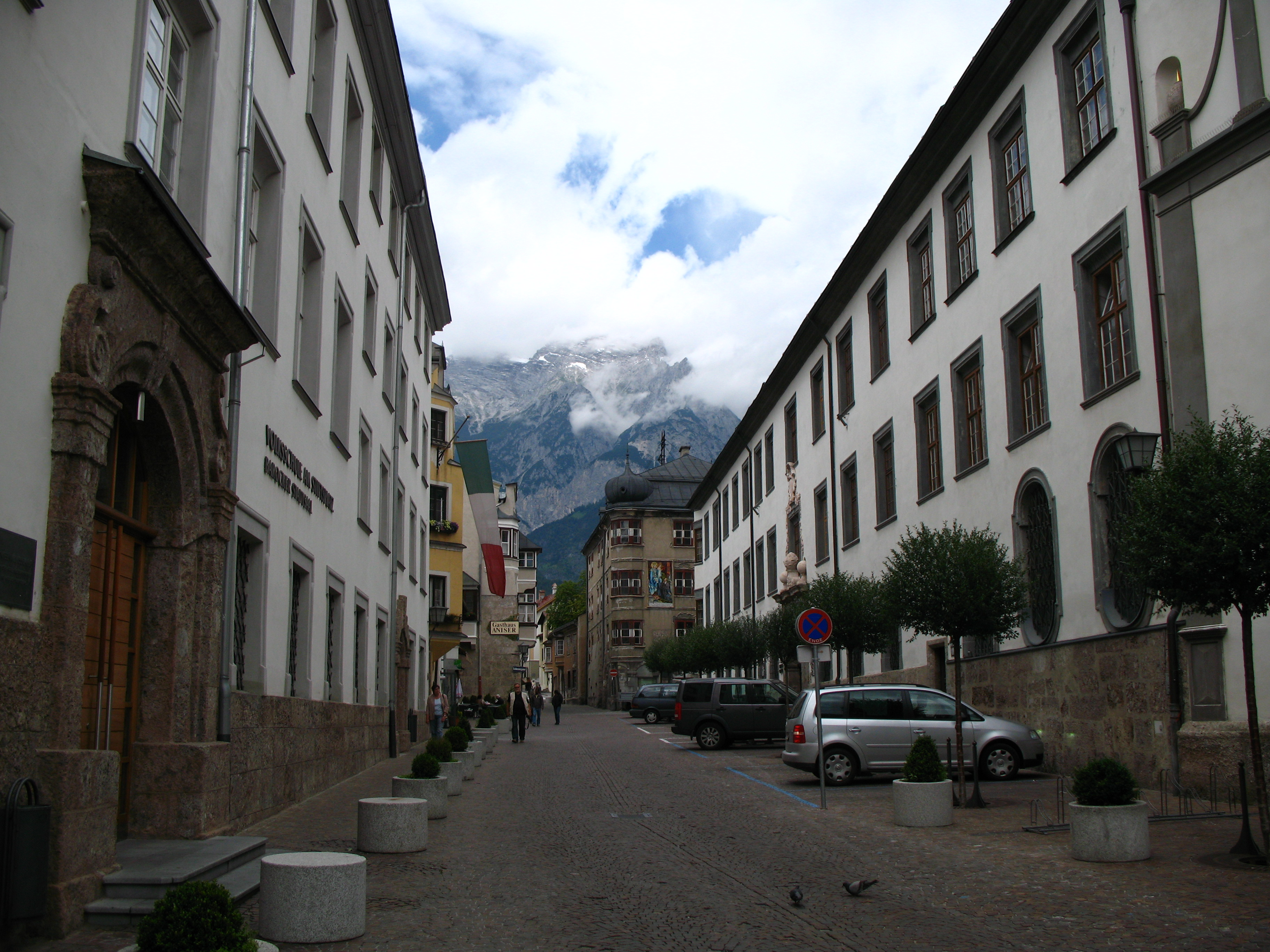
توقف عمودی خودرو